# Альварадо, Трини
Тринидэ́д «Три́ни» Альвара́до (англ. Trinidad «Trini» Alvarado; род. 10 января 1967, Нью-Йорк, Нью-Йорк, США) — американская актриса.

## Биография
Тринидэд Альварадо родилась 10 января 1967 года в Нью-Йорке (штат Нью-Йорк, США) в семье испанского певца Доминго Альварадо и пуэрто-риканской танцовщицы Сильвии Альварадо. Трини окончила профессиональную детскую школу Нью-Йорка, а затем — Фордемский университет.
Трини снималась в кино с 1977 по 2014 годы, и за это время сыграла в 36-ти фильмах и телесериалах. Она наиболее известна ролью Мэг Марч из фильма «Маленькие женщины» (1994), к которому также исполнила песню «For the Beauty of the Earth». Снималась в фильмах «Богатые дети» (1979), «Таймс-сквер» (1980), «Миссис Соффел» (1984), «Удовлетворение» (1988), «Семья Перес» (1995), «Страшилы» (1996), «Поли» (1998), «Как малые дети» (2006), «Всё самое лучшее» (2010) и других.
Трини замужем за актёром Робертом Макниллом. У супругов есть двое детей — сын и дочь.

## Награды и номинации
- 1980 — номинация на премию «Молодой актёр» в категории «Best Juvenile Actress in a Motion Picture» («Богатые дети»)[3].
- 1999 — номинация на премию «ALMA» в категории «Outstanding Actress in a Feature Film in a Crossover Role» («Поли»).